# David Anders
David Anders Holt (Grants Pass, Oregon, 11 de març del 1981) és un actor de cinema, teatre i televisió estatunidenc. Sap parlar alemany, italià, francès i japonès.

## Biografia
Anders va néixer a Grants Pass, Oregon, fill del Dr. Tony i de Jori Holt. David és el menor de quatre germans, té dos germans, Jason i Arik, i una germana, Miley.

## Filmografia
- The Source − Booji
- Alias − Julian Sark
- CSI − Travis Watson (episodi: "Crow's Feet")
- Charmed − Conde Roget (episodi: "Show Ghouls")
- Circadian Rhythm − Garrison
- CSI: Miami − Brian Miller (episodi: "Felony Flight")
- Deadwood − Infantryman (episodi: "The Catbird Seat")
- Left in Darkness − Donovan
- Grey's Anatomy − Jim (episodi: "The Other Side of This Life")
- Herois (Heroes)[1] - Adam Monroe / Takezo Kensei
- Lie to Me − Sergent Russell Scott (episodi: "Moral Waiver")
- Children of the Corn − Burton Stanton
- The Revenant − Bart
- Into the Blue 2: The Reef − Carlton
- 24 − Josef Bazhaev
- Diaris de Vampirs (The Vampire Diaries)[2] − Jonathan Gilbert
- House, MD − Bill Koppleman (episodi: "Nobody's Fault")
- Warehouse 13 − Mr Raitt (episodi: "Where and When")
- Once Upon a Time − Dr. Whale
- Arrow[3] − Cyrus Vanch
- iZombie[4] − Blaine (Elenc principal)